# Bases pleines
 (février 2024).
Si vous disposez d'ouvrages ou d'articles de référence ou si vous connaissez des sites web de qualité traitant du thème abordé ici, merci de compléter l'article en donnant les références utiles à sa vérifiabilité et en les liant à la section « Notes et références ».

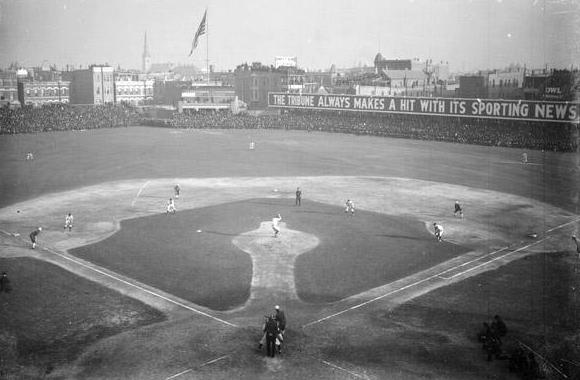
Sur cette photo d'un match en 1906, l'équipe à l'attaque a les buts remplis. Notez bien les trois coureurs en noir, positionnés assez loin à la droite de chaque base.

Bases pleines, ou buts remplis (en anglais bases loaded), désigne une situation au baseball où l'équipe en attaque possède des coureurs en première, deuxième et troisième base (ou buts) . 
Ceci est la situation optimale que peut avoir une équipe en offensive de marquer un ou plusieurs points. Pour un club en offensive, placer des coureurs sur les trois coussins s'appelle « remplir les buts ».

## But-sur-balles avec les buts remplis
Si un frappeur soutire du lanceur adverse un but-sur-balles alors que les buts sont remplis, il avance automatiquement au premier but comme le stipule le règlement. Mais comme tous les coureurs le précédant sur les sentiers doivent aussi avancer d'un coussin, celui du troisième but vient marquer. Le frappeur qui reçoit le but-sur-balle voit un point produit ajouté à ses statistiques.
Rien n'empêche l'équipe en défensive d'accorder un but-sur-balles intentionnel (soit quatre lancers délibérément dirigés hors de la zone de prises) lorsque les bases sont pleines. Cette stratégie est rarissime et n'a d'ailleurs été employée que six fois dans toute l'histoire des Ligues majeures de baseball : avec Abner Dalrymple, Nap Lajoie, Mel Ott, Bill Nicholson, Barry Bonds et Josh Hamilton au bâton.

## Stratégie défensive
Dans une situation de buts remplis, il y a jeu forcé sur toutes les bases, y compris au marbre (c'est-à-dire la quatrième base, celle ou se marque un point). Une situation de buts remplis est la seule dans un match de baseball où il peut y avoir un jeu forcé au marbre. 
C'est une situation paradoxale pour la défensive, qui peut encaisser des points sur un coup sûr aussi bien que sur un but-sur-balles ou encore un lancer qui atteint le frappeur, mais peut aussi tourner plus facilement un double jeu pour terminer la manche. Si elle a les devants dans le score et aucun retrait, ou si elle n'a pas de meilleur choix de jeu, l'équipe en défensive peut aussi concéder un point marquant du troisième pour compléter un double jeu et enregistrer deux retraits.
Lorsque des coureurs se trouvent aux deuxième et troisième coussins mais que le premier but est vacant, une stratégie courante est d'accorder un but-sur-balles intentionnel pour remplir les buts, amenant donc une situation de jeu forcé à toutes les bases.

## Coup de circuit
Un coup de circuit avec les buts remplis est appelé grand chelem. Quatre points marquent d'un seul coup. Aucune autre situation au baseball ne permet à une équipe de marquer davantage de points d'une seule frappe.